# Selección de fútbol de Guinea Ecuatorial
La selección de fútbol de Guinea Ecuatorial es el equipo representativo del país en las competiciones oficiales. Su organización está a cargo de la Federación Ecuatoguineana de Fútbol, perteneciente a la CAF. Su apodo es Nzalang Nacional; nzalang significa «trueno» en fang.
Aunque sigue siendo una de las selecciones con menor tradición futbolística en su continente, la excolonia española fue incorporando a jugadores con ascendencia ecuatoguineana nacidos y criados en España, y quienes empezaron a darle a este equipo una considerable solidificación como seleccionado nacional. En una época, las naturalizaciones de jugadores de otros países africanos así como de Colombia y Brasil no fueron bien recibidas por un gran sector de la hinchada, por acarrear sanciones para la selección y por acaparar el lugar de posibles talentos nativos y de origen ecuatoguineano que compiten principalmente en divisiones profesionales y semi-profesionales del fútbol español.

## Historia

### De 1966 a 2013
Guinea Ecuatorial jugó sus primeros partidos en 1966, enfrentándose a Gabón en dos ocasiones y sufriendo derrotas por 5-2 y 4-3. Posteriormente, volvió a jugar en 1977, disputando sus primeros encuentros oficiales en la fase de clasificación para los Juegos Panafricanos del año siguiente, en un grupo junto con Gabón, Burundi y Congo. En esta etapa, perdió todos sus partidos, con resultados de 2-0, 4-2 y 4-0, respectivamente. Tras esto, disputó un amistoso contra Santo Tomé y Príncipe, logrando su primer empate histórico, 1-1.
En 1984, participó en la Copa UDEAC, formando parte de un grupo con Congo, República Centroafricana y Chad. Perdió ante el Congo por 5-0, pero empató 1-1 contra la República Centroafricana y Chad. En la edición de 1985, quedó encuadrada en un grupo contra Congo, y la República Centroafricana. Perdió 5-0 contra el Congo, y cosechó un empate (1-1) contra la República Centroafricana. En 1986, esta competición se organizó en Guinea Ecuatorial. Integró el Grupo A junto a Camerún y Chad. Perdió su primer partido ante Camerún por 2-0 y también cayó frente a Chad por 1-0, cerrando su participación sin puntos.
Guinea Ecuatorial quedaría cuarto en la edición siguiente, perdiendo en la tanda de penales el partido por el tercer puesto contra Gabón, a pesar de que sólo marcó un gol en todo el torneo en el empate a 1-1 contra Chad. También empataron a cero contra Camerún.
La primera victoria de Guinea Ecuatorial fue por la Copa UNIFAC, ante la República Centroafricana, por 4 a 2 en la fase de grupos. Los goles fueron anotados por Marcial Owono, Pelayo Eribo (dos veces) y Nfa Tomas.
En 2004, el brasileño Antonio Dumas asumió como seleccionador nacional, marcando el inicio de la convocatoria de futbolistas brasileños, una práctica que Dumas ya había implementado en Togo. Durante su gestión, Guinea Ecuatorial ganó en 2006 la Copa CEMAC, torneo que representa a la Comunidad Económica y Monetaria de África Central, y fue subcampeón en 2009.  
En septiembre de 2007, el equipo sorprendió al derrotar a Camerún, una potencia regional, por 1-0 en las eliminatorias para la Copa Africana de Naciones de 2008. Aunque Guinea Ecuatorial finalizó en segundo lugar del grupo con 10 puntos, no logró clasificarse por no estar entre los mejores segundos.
En la segunda ronda de las eliminatorias para el Mundial de 2010, Guinea Ecuatorial integró el Grupo 4 junto a Nigeria, Sierra Leona y Sudáfrica. Logró vencer a Sierra Leona en su debut (2-0), pero posteriormente acumuló derrotas que lo dejaron fuera de la competición.
Entre 2009 y 2011, el equipo disputó varios partidos amistosos y enfrentó cambios significativos en la plantilla y el cuerpo técnico. El paraguayo Carlos Diarte dirigió brevemente al equipo en 2010 antes de fallecer al año siguiente. Durante este periodo, la selección también enfrentó críticas por el alto número de futbolistas nacionalizados convocados, especialmente durante la gestión del francés Henri Michel, quien renunció en diciembre de 2011, un mes antes de la Copa Africana de Naciones 2012.
En 2012, Guinea Ecuatorial coorganizó la Copa Africana de Naciones junto a Gabón. Bajo la dirección del brasileño Gilson Paulo, el equipo logró una histórica clasificación a los cuartos de final tras vencer a Libia (1-0) y Senegal (2-1), aunque cayó frente a Zambia (0-1) en la fase de grupos y posteriormente contra Costa de Marfil (0-3) en cuartos de final.
En las eliminatorias para el Mundial de 2014, perdió en Túnez (1-3) y empatando de local con Sierra Leona (2-2). Guinea Ecuatorial también cayó ante la República Democrática del Congo (0-4) en la ida de la eliminatoria directa para la CAN 2013. A pesar de reforzarse con futbolistas brasileños para el partido de vuelta,[cita requerida] solo logró una victoria por 2-1, insuficiente para clasificar. Entre los convocados destacó Claudiney "Rincón" Ramos, quien falleció en 2013 a causa de malaria.

### Actualidad

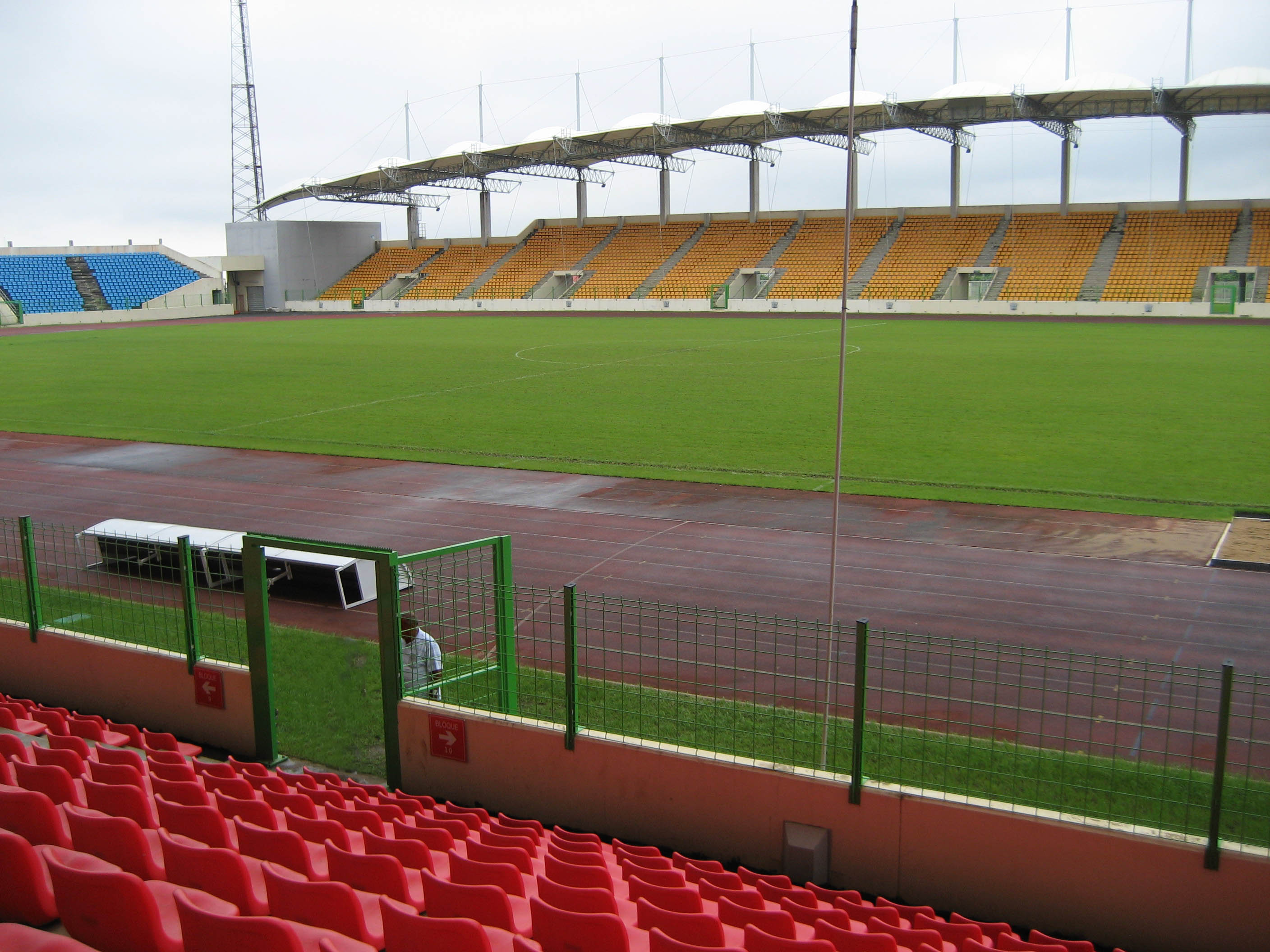
Estadio de Malabo

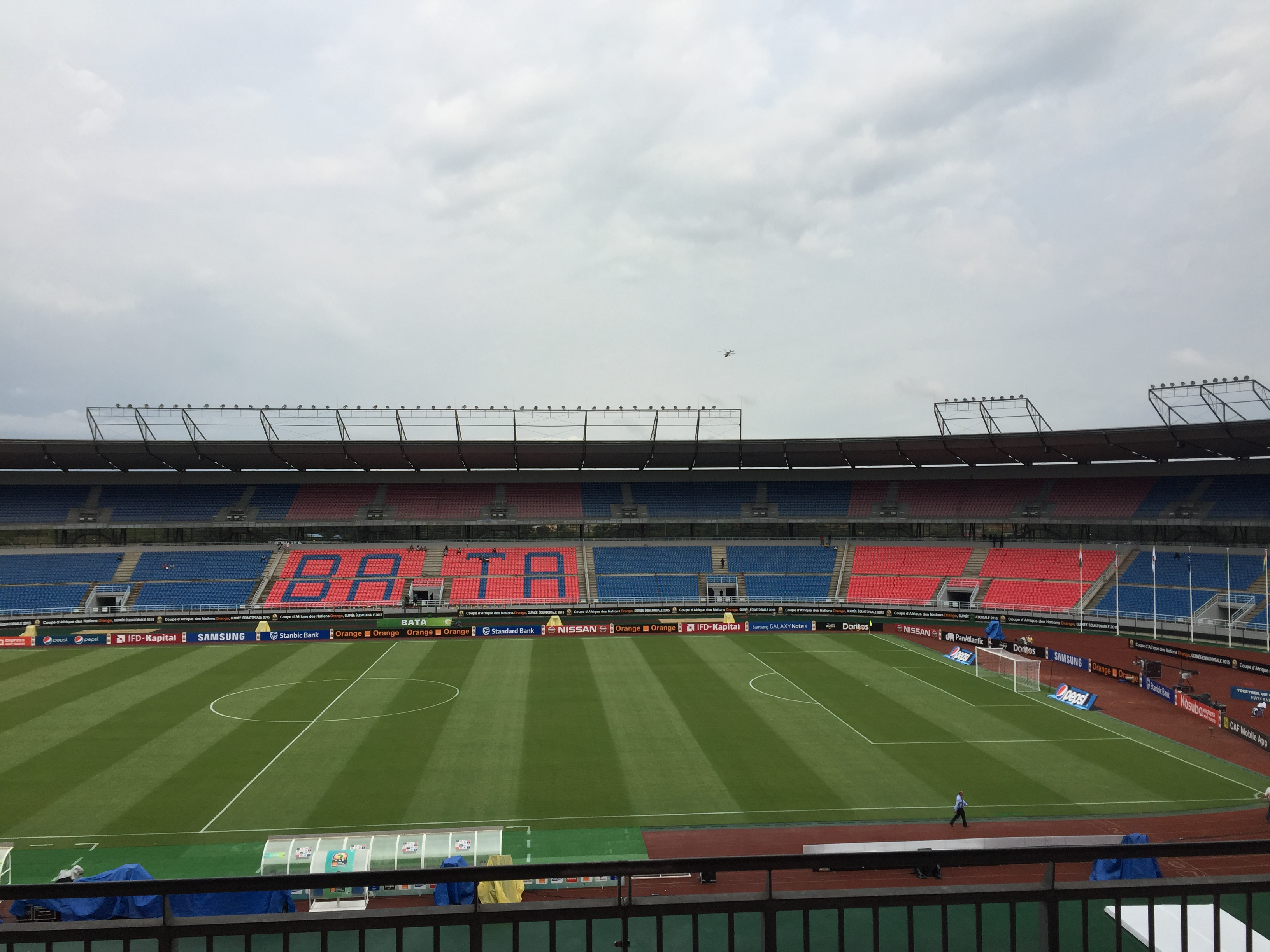
Estadio de Bata

En 2013, el fútbol ecuatoguineano experimentó varios cambios. Bonifacio Manga Obiang, presidente de la FEGUIFUT durante 17 años, decidió no presentarse a la reelección, siendo reemplazado por Domingo Mituy, expresidente del club Akonangui. En cuanto al cuerpo técnico, el contrato de Gílson Paulo como seleccionador no fue renovado, y en su lugar, en marzo, fue contratado el español Andoni Goikoetxea. Además, el equipo logró convencer a Emilio Nsue, futbolista de la primera división española, para que se uniera al Nzalang Nacional. Al llegar al país, Nsue se convirtió en el nuevo referente para los hinchas.
En el primer partido oficial del año, contra Cabo Verde, la selección ecuatoguineana ganó 4-3, con un hat-trick de Nsue. Sin embargo, el encuentro fue marcado por fallos arbitrales y la alineación de varios jugadores extranjeros nacionalizados incorrectamente, lo que llevó a la FIFA a abrir un expediente y considerar la posibilidad de sancionar a Guinea Ecuatorial. Eventualmente, la FIFA resolvió anular los dos partidos oficiales en los que Nsue participó, otorgando sendas victorias a Cabo Verde por 3-0. Esto se debió a que Nsue, quien había jugado previamente con España en el Mundial Sub-20 de 2009, no había tramitado su elegibilidad ante la FIFA. El equipo concluyó la eliminatoria mundialista en el último lugar del grupo B, con solo 2 puntos.
El 16 de noviembre de 2013, Guinea Ecuatorial jugó un amistoso contra España, que llegaba por primera vez a su antigua colonia africana y en condición de campeona europea y mundial, además de encabezar el ranking FIFA. El partido, jugado en Malabo, terminó con victoria 2-1 para los visitantes, aunque posteriormente perdió su carácter oficial ante la FIFA debido a que el arbitraje fue ecuatoguineano. Dos semanas después, Goikoetxea renovó su contrato por dos años más. Durante la Clasificación para la Copa Africana de Naciones 2015, la selección ecuatoguineana perdió como visitante 1-0 ante Mauritania, y ganó 3-0 en casa, clasificando a siguiente ronda para enfrentar a Uganda; pero fue expulsada de la competición debido a la inclusión de jugadores no elegibles, como Thierry Fidjeu, quien tenía documentos falsos.
En las eliminatorias para la Copa Africana de Naciones 2017 y 2019, Guinea Ecuatorial no logró la clasificación. Tampoco se clasificó para la Copa Mundial de Fútbol 2018. En las eliminatorias para la Copa Africana de Naciones 2021, el equipo se ubicó en el grupo J, junto a Túnez, Tanzania y Libia. Tras perder sus dos primeros partidos, el equipo logró una sorprendente remontada contra Libia en Egipto, ganando 3-2 con goles de Pedro Obiang y Salomón Obama. Posteriormente, venció a Libia 1-0 en casa y a Tanzania 1-0, logrando la clasificación histórica para la Copa Africana de Naciones 2021.
En la Copa Africana de Naciones 2021, Guinea Ecuatorial quedó en el grupo E junto a Costa de Marfil, Argelia y Sierra Leona. Tras perder 1-0 contra Costa de Marfil, sorprendió al derrotar a Argelia, campeón defensor, por 1-0, y luego venció 1-0 a Sierra Leona, avanzando a los octavos de final como segunda del grupo. En esa fase, empató 0-0 con Mali y ganó 6-5 en penales, logrando su clasificación a los cuartos de final, donde fue eliminada por Senegal, 3-1.
En las eliminatorias para la Copa Africana de Naciones 2023, Guinea Ecuatorial tuvo una destacada participación. Perdió 4-0 contra Túnez, pero luego ganó 2-0 a Libia, 2-0 a Botsuana en casa, y 3-2 a Botsuana como visitante. También ganó 1-0 a Túnez y empató 1-1 con Libia, asegurando su clasificación para la Copa Africana de Naciones 2023, que se jugó en 2024. Durante la fase de grupos del torneo, empató 1-1 con Nigeria y ganó 4-2 a Guinea-Bisáu. En un histórico triunfo, derrotó a Costa de Marfil 4-0, lo que provocó la renuncia del entrenador marfileño. En los octavos de final, fue eliminada por Guinea, perdiendo 1-0.
En la Copa FIFA Series, una competencia que reunió clubes de diferentes continentes, Guinea Ecuatorial fue parte del grupo "Arabia Saudita A", junto a Cabo Verde, Guyana y Camboya. Ganó 2-0 a Camboya, pero perdió 1-0 contra Cabo Verde.
En la clasificación para la Copa del Mundo 2026, las dos primeras partidas jugadas en 2023 fueron anuladas debido a la inclusión de Emilio Nsue en la alineación. La FIFA declaró a Nsue inelegible, ya que no había tramitado su elegibilidad antes de jugar para Guinea Ecuatorial, y ambas victorias originales (1-0 contra Namibia y 1-0 contra Liberia) fueron otorgadas a los rivales por 3-0.

## Últimos partidos y próximos encuentros
Actualizado al último partido jugado el 9 de junio de 2025
| Fecha      | Ciudad     | Local             | Resultado | Visitante         | Competición                            |
| ---------- | ---------- | ----------------- | --------- | ----------------- | -------------------------------------- |
| 25-03-2024 | Yeda       | Cabo Verde        | 1:0       | Guinea Ecuatorial | FIFA Series 2024                       |
| 05-06-2024 | Radès      | Túnez             | 1:0       | Guinea Ecuatorial | Clasificación Copa Mundial 2026        |
| 10-06-2024 | Malabo     | Guinea Ecuatorial | 1:0       | Malaui            | Clasificación Copa Mundial 2026        |
| 05-09-2024 | Orán       | Argelia           | 2:0       | Guinea Ecuatorial | Clasificación Copa Africana 2025       |
| 09-09-2024 | Malabo     | Guinea Ecuatorial | 2:2       | Togo              | Clasificación Copa Africana 2025       |
| 11-10-2024 | Malabo     | Guinea Ecuatorial | 1:0       | Liberia           | Clasificación Copa Africana 2025       |
| 14-10-2024 | Monrovia   | Liberia           | 1:2       | Guinea Ecuatorial | Clasificación Copa Africana 2025       |
| 14-11-2024 | Malabo     | Guinea Ecuatorial | 0:0       | Argelia           | Clasificación Copa Africana 2025       |
| 16-11-2024 | Lomé       | Togo              | 3:0       | Guinea Ecuatorial | Clasificación Copa Africana 2025       |
| 21-12-2024 | Malabo     | Guinea Ecuatorial | 0:0       | Congo             | Clasificación Campeonato Africano 2025 |
| 29-12-2024 | Brazaville | Congo             | 0:3       | Guinea Ecuatorial | Clasificación Campeonato Africano 2025 |
| 21-03-2025 | Malabo     | Guinea Ecuatorial | 2:0       | Santo Tomé y Ppe. | Clasificación Copa Mundial 2026        |
| 24-03-2025 | Polokwane  | Namibia           | 1:1       | Guinea Ecuatorial | Clasificación Copa Mundial 2026        |
| 06-06-2025 | Marrakesh  | Gambia            | 2:1       | Guinea Ecuatorial | Partido amistoso                       |
| 09-06-2025 | Marrakesh  | Camerún           | 1:1       | Guinea Ecuatorial | Partido amistoso                       |

## Estadísticas

### Copa Mundial de Fútbol
| Copa Mundial de Fútbol | Copa Mundial de Fútbol  | Copa Mundial de Fútbol  | Copa Mundial de Fútbol  | Copa Mundial de Fútbol  | Copa Mundial de Fútbol  | Copa Mundial de Fútbol  | Copa Mundial de Fútbol  |
| Año                    | Ronda                   | J                       | G                       | E                       | P                       | GF                      | GC                      |
| ---------------------- | ----------------------- | ----------------------- | ----------------------- | ----------------------- | ----------------------- | ----------------------- | ----------------------- |
| 1930 - 1974            | No existía la selección | No existía la selección | No existía la selección | No existía la selección | No existía la selección | No existía la selección | No existía la selección |
| 1978 - 1998            | No participó            | No participó            | No participó            | No participó            | No participó            | No participó            | No participó            |
| 2002                   | No clasificó            | No clasificó            | No clasificó            | No clasificó            | No clasificó            | No clasificó            | No clasificó            |
| 2006                   | No clasificó            | No clasificó            | No clasificó            | No clasificó            | No clasificó            | No clasificó            | No clasificó            |
| 2010                   | No clasificó            | No clasificó            | No clasificó            | No clasificó            | No clasificó            | No clasificó            | No clasificó            |
| 2014                   | No clasificó            | No clasificó            | No clasificó            | No clasificó            | No clasificó            | No clasificó            | No clasificó            |
| 2018                   | No clasificó            | No clasificó            | No clasificó            | No clasificó            | No clasificó            | No clasificó            | No clasificó            |
| 2022                   | No clasificó            | No clasificó            | No clasificó            | No clasificó            | No clasificó            | No clasificó            | No clasificó            |
| 2026                   | Por disputarse          | Por disputarse          | Por disputarse          | Por disputarse          | Por disputarse          | Por disputarse          | Por disputarse          |
| 2030                   | Por disputarse          | Por disputarse          | Por disputarse          | Por disputarse          | Por disputarse          | Por disputarse          | Por disputarse          |
| 2034                   | Por disputarse          | Por disputarse          | Por disputarse          | Por disputarse          | Por disputarse          | Por disputarse          | Por disputarse          |
| Total                  | 0/22                    | -                       | -                       | -                       | -                       | -                       | -                       |

### Copa Africana de Naciones
| Copa Africana de Naciones | Copa Africana de Naciones | Copa Africana de Naciones | Copa Africana de Naciones | Copa Africana de Naciones | Copa Africana de Naciones | Copa Africana de Naciones | Copa Africana de Naciones |
| Año                       | Ronda                     | J                         | G                         | E                         | P                         | GF                        | GC                        |
| ------------------------- | ------------------------- | ------------------------- | ------------------------- | ------------------------- | ------------------------- | ------------------------- | ------------------------- |
| 1957 - 1974               | No existía la selección   | No existía la selección   | No existía la selección   | No existía la selección   | No existía la selección   | No existía la selección   | No existía la selección   |
| 1976 - 1986               | No participó              | No participó              | No participó              | No participó              | No participó              | No participó              | No participó              |
| 1988                      | Se retiró                 | Se retiró                 | Se retiró                 | Se retiró                 | Se retiró                 | Se retiró                 | Se retiró                 |
| 1990                      | No clasificó              | No clasificó              | No clasificó              | No clasificó              | No clasificó              | No clasificó              | No clasificó              |
| 1992                      | No participó              | No participó              | No participó              | No participó              | No participó              | No participó              | No participó              |
| 1994                      | No participó              | No participó              | No participó              | No participó              | No participó              | No participó              | No participó              |
| 1996                      | Se retiró                 | Se retiró                 | Se retiró                 | Se retiró                 | Se retiró                 | Se retiró                 | Se retiró                 |
| 1998                      | No participó              | No participó              | No participó              | No participó              | No participó              | No participó              | No participó              |
| 2000                      | No participó              | No participó              | No participó              | No participó              | No participó              | No participó              | No participó              |
| 2002                      | No clasificó              | No clasificó              | No clasificó              | No clasificó              | No clasificó              | No clasificó              | No clasificó              |
| 2004                      | No clasificó              | No clasificó              | No clasificó              | No clasificó              | No clasificó              | No clasificó              | No clasificó              |
| 2006                      | No clasificó              | No clasificó              | No clasificó              | No clasificó              | No clasificó              | No clasificó              | No clasificó              |
| 2008                      | No clasificó              | No clasificó              | No clasificó              | No clasificó              | No clasificó              | No clasificó              | No clasificó              |
| 2010                      | No clasificó              | No clasificó              | No clasificó              | No clasificó              | No clasificó              | No clasificó              | No clasificó              |
| 2012                      | Cuartos de final          | 4                         | 2                         | 0                         | 2                         | 3                         | 5                         |
| 2013                      | No clasificó              | No clasificó              | No clasificó              | No clasificó              | No clasificó              | No clasificó              | No clasificó              |
| 2015                      | Cuarto lugar              | 6                         | 2                         | 3                         | 1                         | 5                         | 5                         |
| 2017                      | No clasificó              | No clasificó              | No clasificó              | No clasificó              | No clasificó              | No clasificó              | No clasificó              |
| 2019                      | No clasificó              | No clasificó              | No clasificó              | No clasificó              | No clasificó              | No clasificó              | No clasificó              |
| 2021                      | Cuartos de final          | 5                         | 2                         | 1                         | 2                         | 3                         | 4                         |
| 2023                      | Octavos de final          | 4                         | 2                         | 1                         | 1                         | 9                         | 4                         |
| 2025                      | Clasificado               | Clasificado               | Clasificado               | Clasificado               | Clasificado               | Clasificado               | Clasificado               |
| 2027                      | Por definir               | Por definir               | Por definir               | Por definir               | Por definir               | Por definir               | Por definir               |
| Total                     | 5/35                      | 19                        | 8                         | 5                         | 6                         | 20                        | 18                        |

## Selección local

### Campeonato Africano de Naciones
| Campeonato Africano de Naciones | Campeonato Africano de Naciones | Campeonato Africano de Naciones | Campeonato Africano de Naciones | Campeonato Africano de Naciones | Campeonato Africano de Naciones | Campeonato Africano de Naciones | Campeonato Africano de Naciones |
| Año                             | Ronda                           | J                               | G                               | E                               | P                               | GF                              | GC                              |
| ------------------------------- | ------------------------------- | ------------------------------- | ------------------------------- | ------------------------------- | ------------------------------- | ------------------------------- | ------------------------------- |
| 2009                            | No participó                    | No participó                    | No participó                    | No participó                    | No participó                    | No participó                    | No participó                    |
| 2011                            | No participó                    | No participó                    | No participó                    | No participó                    | No participó                    | No participó                    | No participó                    |
| 2014                            | No clasificó                    | No clasificó                    | No clasificó                    | No clasificó                    | No clasificó                    | No clasificó                    | No clasificó                    |
| 2016                            | No clasificó                    | No clasificó                    | No clasificó                    | No clasificó                    | No clasificó                    | No clasificó                    | No clasificó                    |
| 2018                            | Fase de grupos                  | 3                               | 0                               | 0                               | 3                               | 1                               | 7                               |
| 2021                            | No clasificó                    | No clasificó                    | No clasificó                    | No clasificó                    | No clasificó                    | No clasificó                    | No clasificó                    |
| 2023                            | No clasificó                    | No clasificó                    | No clasificó                    | No clasificó                    | No clasificó                    | No clasificó                    | No clasificó                    |
| 2025                            | Descalificado                   | Descalificado                   | Descalificado                   | Descalificado                   | Descalificado                   | Descalificado                   | Descalificado                   |
| Total                           | 1/8                             | 3                               | 0                               | 0                               | 3                               | 1                               | 7                               |

### Copa UDEAC
| Copa UDEAC | Copa UDEAC     | Copa UDEAC   | Copa UDEAC   | Copa UDEAC   | Copa UDEAC   | Copa UDEAC   | Copa UDEAC   |
| Año        | Ronda          | J            | G            | E            | P            | GF           | GC           |
| ---------- | -------------- | ------------ | ------------ | ------------ | ------------ | ------------ | ------------ |
| 1984       | Sexto lugar    | 3            | 0            | 2            | 1            | 2            | 7            |
| 1985       | Fase de grupos | 2            | 0            | 1            | 1            | 1            | 5            |
| 1986       | Fase de grupos | 2            | 0            | 0            | 2            | 0            | 3            |
| 1987       | Cuarto lugar   | 4            | 0            | 2            | 2            | 0            | 5            |
| 1988       | Fase de grupos | 2            | 0            | 0            | 2            | 1            | 5            |
| 1989       | No participó   | No participó | No participó | No participó | No participó | No participó | No participó |
| 1990       | Sexto lugar    | 3            | 0            | 1            | 2            | 3            | 10           |
| Total      | 6/7            | 16           | 0            | 6            | 10           | 7            | 35           |

### Copa CEMAC
| Copa CEMAC | Copa CEMAC     | Copa CEMAC | Copa CEMAC | Copa CEMAC | Copa CEMAC | Copa CEMAC | Copa CEMAC |
| Año        | Ronda          | J          | G          | E          | P          | GF         | GC         |
| ---------- | -------------- | ---------- | ---------- | ---------- | ---------- | ---------- | ---------- |
| 2003       | Se retiró      | Se retiró  | Se retiró  | Se retiró  | Se retiró  | Se retiró  | Se retiró  |
| 2005       | Fase de grupos | 2          | 0          | 1          | 1          | 0          | 3          |
| 2006       | Campeón        | 4          | 1          | 3          | 0          | 4          | 3          |
| 2007       | Fase de grupos | 2          | 0          | 1          | 1          | 2          | 3          |
| 2008       | Fase de grupos | 2          | 0          | 1          | 1          | 2          | 3          |
| 2009       | Subcampeón     | 4          | 1          | 1          | 2          | 3          | 6          |
| 2010       | Fase de grupos | 2          | 0          | 0          | 2          | 0          | 4          |
| 2013       | Fase de grupos | 2          | 0          | 0          | 2          | 2          | 4          |
| 2014       | Cuarto lugar   | 4          | 1          | 2          | 1          | 4          | 2          |
| Total      | 8/9            | 22         | 3          | 9          | 10         | 17         | 28         |

## Palmarés
En el año 2006, la selección de Guinea Ecuatorial fue campeón de la Copa CEMAC.
| Equipo            | Campeón  | Subcampeón | Tercer lugar | Cuarto lugar |
| ----------------- | -------- | ---------- | ------------ | ------------ |
| Guinea Ecuatorial | 1 (2006) | 1 (2009)   |              | 1 (2014)     |

## Uniformes
|  |  |  |

## Jugadores
Muchos jugadores de la selección nacional son nacidos en otro país. En la mayoría de los casos nacen en España que es la antigua metrópolis colonial. Para ser considerados a la selección deben tener al menos un familiar de Guinea Ecuatorial. Muchos jugadores eligen la nacionalidad futbolística ecuatoguineana puesto que se incrementan las posibilidades de ser convocados para partidos internacionales de selección nacional y darse a conocer. A continuación, los ejemplos más destacados de la actualidad y entre paréntesis su país natal junto a su familiar ecuatoguineano.
- Omar Mascarell (España, abuelo paterno ecuatoguineano)
- Pedro Obiang (España, padres ecuatoguineanos)
- Carlos Akapo (España, padre ecuatoguineano)
- Álex Balboa (España, padres ecuatoguineanos)
- Iván Salvador (España, abuelo materno ecuatoguineano)

Algunos futbolistas con raíces ecuatoguineanas de la actualidad, como Omar Mascarell, Pedro Obiang, Jordan Gutiérrez o Salomón Obama, representaron inicialmente a España en categorías inferiores, pero posteriormente decidieron defender al Nzalang. Por otro lado, hubo y hay jugadores vinculados a Guinea Ecuatorial que disputaron partidos oficiales con selecciones absolutas de otros países tales son los casos de Álvaro Cervera (nacido en Malabo), Vicente Engonga (de padre ecuatoguineano) y Lamine Yamal (de madre ecuatoguineana) con España, de Théodore Nzue Nguema (Teodoro Nsue Nguema, nacido en Mongomo) con Gabón y de Laureano Bisan-Etame "Lauren" (de padres ecuatoguineanos) con Camerún.
Como contrapartida, se encuentran aquellos futbolistas que no cuentan con un arraigo familiar en el país y aun así han logrado participar en los partidos internacionales de Guinea Ecuatorial. Este grupo solía entre 2005 y 2014 componer a la mitad de la plantilla y podría ser dividido en dos partes: la sudamericana y la de otros países africanos. La primera era conformada por jugadores brasileños y colombianos que pertenecían a clubes de sus respectivos países al momento de recibir su primera convocatoria. En tanto que la segunda incluía a cameruneses, ghaneses, nigerianos y senegaleses (entre otras nacionalidades) y ésta era más desigual ya que algunos de sus jugadores recibieron su primera convocatoria estando en algún club de la liga ecuatoguineana, aunque sin tener necesariamente muchos años vividos en el país, mientras que otros de los africanos al igual que los sudamericanos nunca habían estado en Guinea Ecuatorial antes de jugar para su selección y llegando a la misma a través de recomendaciones de empresarios, así como también de jugadores que ya formaban parte del equipo.
De los futbolistas sudamericanos que han jugado con la selección de Guinea Ecuatorial el único que si tenía ascendencia africana comprobada es el colombiano Rolan De la Cruz quien es descendiente de Benkos Biohó conocido por liderar la rebelión de esclavos en la costa norte colombiana en el siglo XVII. Otro caso es el de Danny Quendambú quien se sabe que sus antepasados eran de origen africano, pero fue por su tío quien vive en Guinea Ecuatorial que adquirió su nacionalidad. Además está el caso de Carlos Bejarano que es nacido en Colombia pero es nacionalizado ecuatoguineano.

## Última convocatoria
Los siguientes jugadores fueron convocados para dos amistosos contra Gambia y Camerún el 6 y 9 de junio de 2025, respectivamente.
Partidos y goles actualizados al 9 de junio de 2025 tras el partido contra Camerún.
| No. | Pos. | Jugador                  | Fecha de nacimiento (edad)         | Apa. | Goles | Club                       |
| --- | ---- | ------------------------ | ---------------------------------- | ---- | ----- | -------------------------- |
| 1   | POR  | Miguel Eyama             | 8 de julio de 1998 (27 años)       | 8    | 0     | Deportivo Mongomo          |
| 13  | POR  | Aitor Embela             | 17 de abril de 1996 (29 años)      | 10   | 0     | Soneja                     |
| 23  | POR  | Manuel Sapunga           | 23 de noviembre de 1992 (32 años)  | 5    | 0     | Sekhukhune United          |
|     |      |                          |                                    |      |       |                            |
| 2   | DEF  | Néstor Senra             | 4 de enero de 2022 (3 años)        | 10   | 0     | Recreativo de Huelva       |
| 3   | DEF  | Marvin Anieboh           | 26 de agosto de 1997 (27 años)     | 21   | 0     | San Sebastián de los Reyes |
| 11  | DEF  | Basilio Ndong            | 17 de enero de 1999 (26 años)      | 58   | 0     | sin club                   |
| 15  | DEF  | Marcelo Asumu            | 16 de enero de 1992 (33 años)      | 3    | 0     | Deportivo Unidad           |
| 18  | DEF  | Michael Ngaah            | 10 de abril de 2003 (22 años)      | 1    | 0     | Real Ávila                 |
| 21  | DEF  | Esteban Obiang           | 7 de mayo de 1998 (27 años)        | 40   | 1     | Argeș Pitești              |
| 24  | DEF  | Hugo Buyla               | 8 de marzo de 2005 (20 años)       | 2    | 0     | América Sub-23             |
| 25  | DEF  | Santi Borikó             | 19 de mayo de 2003 (22 años)       | 2    | 0     | Arenas                     |
|     |      |                          |                                    |      |       |                            |
| 4   | MED  | Federico Bikoro          | 17 de marzo de 1996 (29 años)      | 62   | 6     | sin club                   |
| 5   | MED  | Marcelino Diosdado Ekong | 3 de julio de 2003 (22 años)       | 0    | 0     | Malabo United              |
| 8   | MED  | Jannick Buyla            | 6 de octubre de 1998 (26 años)     | 34   | 3     | Numancia                   |
| 16  | MED  | Álex Masogo              | 26 de enero de 2001 (24 años)      | 2    | 1     | Beroe                      |
| 20  | MED  | Santiago Eneme           | 29 de septiembre de 2000 (24 años) | 34   | 0     | Sparta Praga               |
| 22  | MED  | Gael Joel Akogo          | 21 de diciembre de 2003 (21 años)  | 9    | 0     | Recreativo Granada         |
|     |      |                          |                                    |      |       |                            |
| 6   | DEL  | Iban Salvador            | 11 de diciembre de 1995 (29 años)  | 51   | 9     | Wisła Płock                |
| 7   | DEL  | José Nabil Ondo          | 23 de noviembre de 2005 (19 años)  | 5    | 0     | Nantes B                   |
| 9   | DEL  | Dorian Jr.               | 12 de mayo de 2001 (24 años)       | 21   | 1     | Viborg                     |
| 10  | DEL  | Emilio Nsue (capitán)    | 30 de septiembre de 1989 (35 años) | 47   | 22    | Intercity                  |
| 12  | DEL  | Cristian Makaté          | 21 de septiembre de 2002 (22 años) | 2    | 0     | Union Saint-Gilloise       |
| 14  | DEL  | Loren Zúñiga             | 18 de enero de 2003 (22 años)      | 1    | 0     | Real Madrid Castilla       |
| 17  | DEL  | Josete Miranda           | 22 de julio de 1998 (27 años)      | 49   | 3     | Kalamata                   |
| 19  | DEL  | Luis Nlavo               | 9 de julio de 1999 (26 años)       | 28   | 5     | Shanghai Shenhua           |
| 26  | DEL  | Pedro José Obiang        | 13 de mayo de 2003 (22 años)       | 1    | 1     | 15 de Agosto               |

## Seleccionadores
A continuación, una lista de los últimos entrenadores de Guinea Ecuatorial.
- Manuel Sanchís Martínez (1980–1982)[66][67][68][69]
- Julio Raúl González (1989)[70]
- Jesús Martín Dorta (1999)[71]
- Raúl Rodríguez (2000)[72]
- Juan Carlos Bueriberi Echuaca (2000)[72]
- Jesús Martín Dorta (2003)[67]
- Óscar Engonga (2003)[73]
- Adel Amrouche (2004)[74]
- Antônio Dumas (2004–2006)[75][76]
- Quique Setién (2006)[77][78]
- Jordan de Freitas (2007–2008)[75]
- Vicente Engonga (2008–2009)[79]
- Carlos Diarte (2009–2010)[80]
- Casto Nopo (interino- 2010)
- Henri Michel (2010–2011)[81][16]
- Casto Nopo (interino- 2011)[16]
- Gílson Paulo (2012)[17][28]
- Andoni Goikoetxea (2013–2014)[82][83]
- Esteban Becker (2015–2017)[84][85]
- Casto Nopo (interino- 2017)
- Franck Dumas (2017–2018)[86][87]
- Rodolfo Bodipo (2017–2018)
- Eduardo Lara (2018)[88]
- Ángel López (2018–2019)[89]
- Casto Nopo (2019)
- Antonio Pancho (2019)
- Felipe Esono (interino- 2019)
- Dani Guindos (2019)[90][91]
- Sébastien Migné (2019–2020)[92][93]
- Rodolfo Bodipo (2019–2020)
- Juan Michá y Casto Nopo (2020–2021)[1]
- Juan Michá (2021-2025)[1]

- Samuel Ramírez (2025-presente)[1]

}}